# Бексли (район)
Бе́ксли (англ. Bexley), иногда Бексли-вилладж (англ. Bexley Village) или Олд-Бексли (англ. Old Bexley)  — исторический район на юго-востоке Большого Лондона (Англия), центральная часть лондонского боро Бексли. Он расположен в 21 км к востоку-юго-востоку от Чаринг-Кросс и к югу от Бекслихит.
Бексли был древним приходом в графстве Кент. В XX веке в результате роста пригородов Лондона население Бексли увеличилось, и в 1935 году он стал муниципальным боро, а с 1965 года вошёл в состав Большого Лондона.

## История
Бексли был древним приходом в Кенте, в епархии Рочестера, и в соответствии с Законом о местном самоуправлении 1894 года стал частью городского округа Бексли. В 1935 году городской округ получил статус муниципального боро. В то время Совет графства Кент представлял собой второй уровень местного самоуправления. В 1965 году Совет графства Лондон был упразднён и заменён Советом Большого Лондона, административная территория которого была расширена и включала столичные районы ближних графств. Муниципальные боро Бексли, Эрит, Советы городского округа Крейфорд, Чизлхерст и Сидкап были объединены в новый лондонский боро Бексли. Небольшие части районов Чизлхерст и Сидкап стали частью нового лондонского района Бромли.

## География и достопримечательности
Главная достопримечательность Бексли — англиканская приходская церковь Святой Марии, которая дала своё название местному избирательному округу лондонского боро Бексли. Наиболее характерной внешней чертой древней церкви является её необычный шпиль, напоминающий восьмиугольный конус, балансирующий на вершине усечённой пирамиды. Интерьер этой церкви в монастырском стиле сохранился со времён Реформации до XVIII века. В викторианскую эпоху интерьер церкви был перестроен. Среди прочих, в 1677 году на церковном кладбище был похоронен учёный немецкого происхождения, Генри Ольденбург.
Холл-Плейс, бывший дом-усадьба у реки Крей на Борн-роуд, ведущей от Бексли в сторону Крейфорда. Здесь жили баронеты Остин. Он расположен в Гравел-Хилл, к северу от Бексли, у дороги, ведущей на Бексли-Хит (сейчас на этом месте находится район Бекслихит). Дом необычен тем, что его две половины построены в сильно контрастирующих архитектурных стилях с минимальными попытками их гармонизировать. Этот дом и окружающая территория теперь принадлежат лондонскому округу Бексли и открыты для посещения туристами. В садах усадьбы есть топиарные композиции с традиционными геральдическими фигурами. Через Холл-Плейс проходят три пешеходных маршрута: поддерживаемые местным советом маршруты Шаттл Ривер Вэй (англ. Shuttle River Way) и Крей Ривер Вэй (англ. Cray River Way) и спонсируемая мэрией Лондонская петля, которая вскоре после своего начала в Эрите следует по Крей Ривер Вэй от Крейфорда до Футс-Крей.
Дэнсон-хаус и окружающий его парк в Уэллинге — две популярные достопримечательности лондонского боро Бексли. В Бексли родились знаменитые архитекторы XIX века — Джон Шоу (1776–1832), работавший над парком Ламорби, один из первых проектировщиков двухквартирных домов в столице, и его сын, Джон Шоу (младший) (1803–1870). Некоторое время он жил в соседнем Крейфорде и владел виллой, которая была снесена в начале XX века.

## Места поклонения
- Церковь Святой Девы Марии, Бексли[18][19]
- Баптистская церковь Олбани-Парк, Станстед-Кресент[20]
- Церковь Св. Августина[англ.], Слейд-Грин-роуд[21]
- Церковь Иоанна Богослова, Паркхилл-роуд[22]
- Часовня строгой баптистской церкви, Борн-роуд[23]
- Объединённая реформатская церковь, Херст-роуд[24]
- Церковь Богоматери Ангелов, Бексли-роуд[25]

## Транспорт
Железнодорожная станция Бексли обслуживает район, обеспечивая сообщение с лондонскими станциями Чаринг-Кросс и Кэннон-стрит в рамках кольцевого сообщения через Сидкап и Вулвич-Арсенал, а также с Грейвсендом. Бексли обслуживается несколькими автобусными маршрутами Transport for London, связывающими его с такими районами, как Эбби-Вуд, Бекслихит, Бромли, Крейфорд, Чизлхерст, Дартфорд, Элтем, Эрит, Северный Гринвич, Сидкап и Темзмид.

## Культура
- Клуб военного мемориала[англ.] Дартфордской гимназии, Борн-роуд (база клуба DA5). Здесь располагаются Дартфордианские регбийный и крикетный клубы.
- Крикетный клуб Бексли на Мэнор-вей[26].
- Хоккейный клуб Burnt Ash (хоккей на траве) также находится на Мэнор-вей, и проводит свои домашние матчи здесь, в Херстмирской или Эритской школе[27].

## Галерея

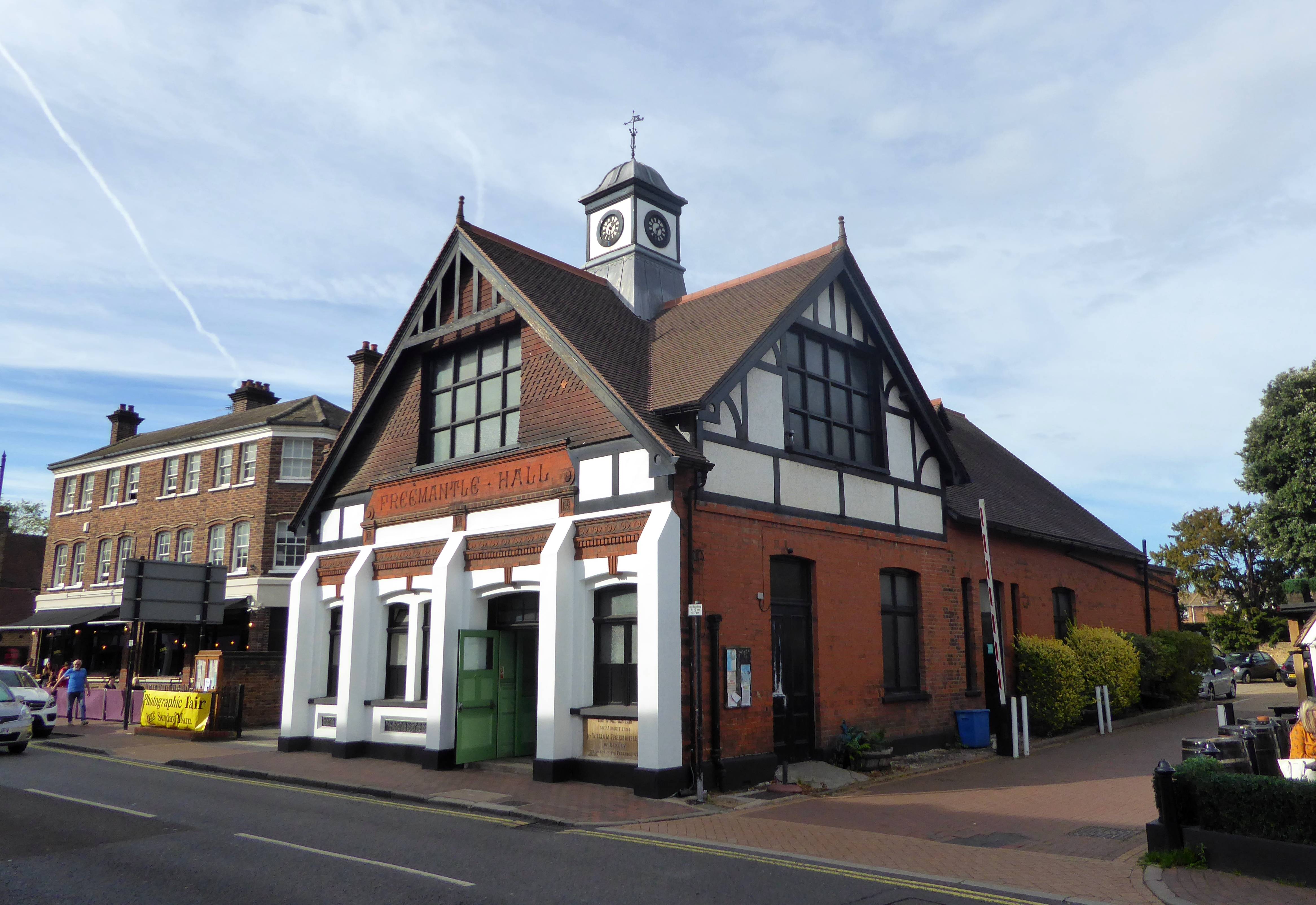
Викторианский Фримантл-Холл, Бексли
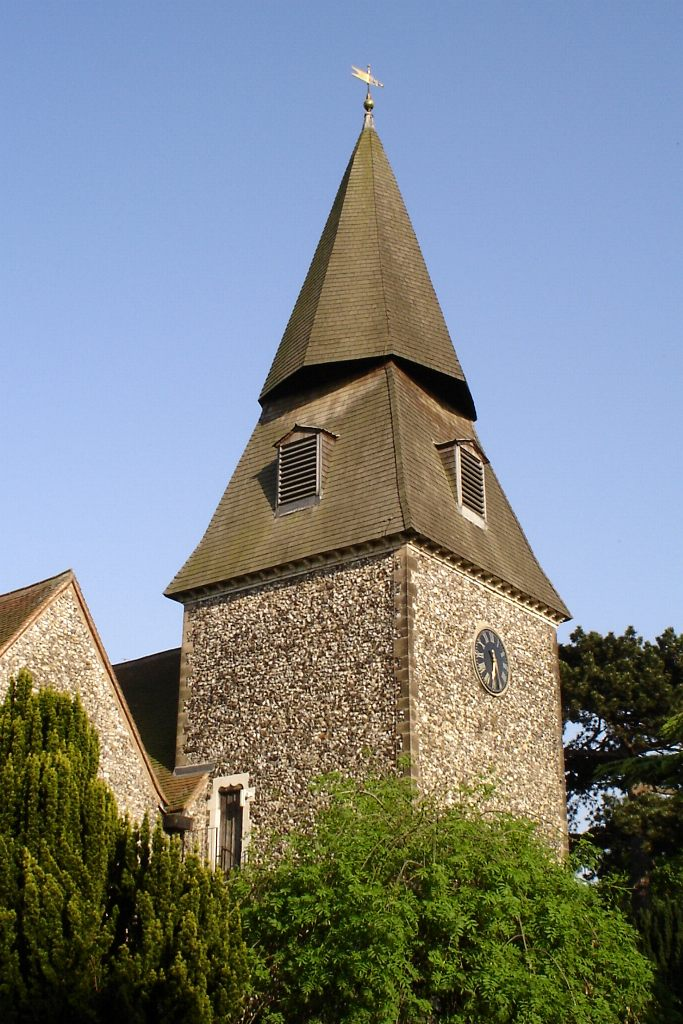
Шпиль церкви Святой Марии
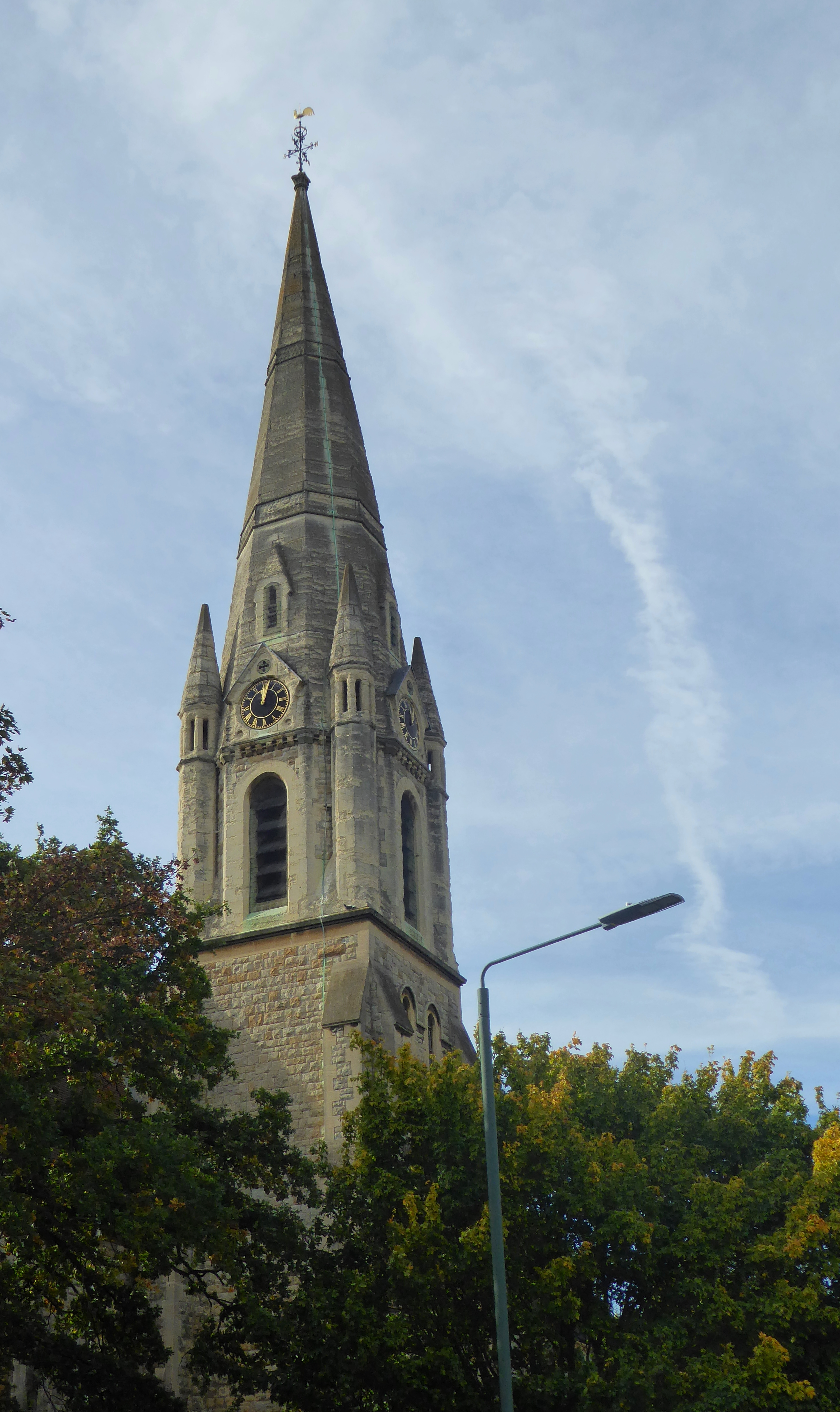
Шпиль церкви Иоанна Богослова
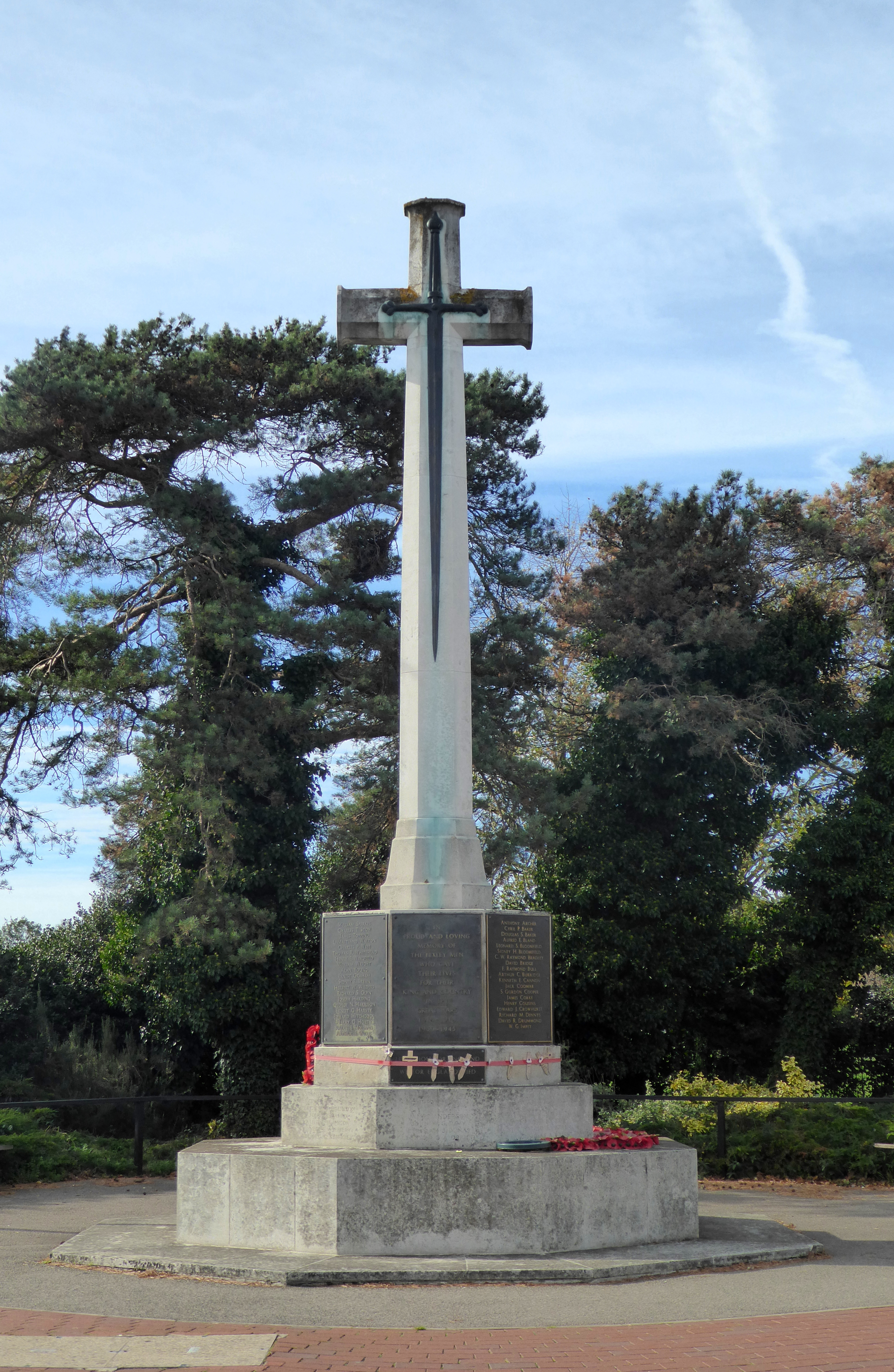
Крест жертвоприношения[англ.] на военном мемориале в Бексли